# 逗子八郎
逗子 八郎（ずし はちろう、本名：井上 司朗、1903年2月23日 - 1991年7月7日）は、日本の歌人、情報局官僚。新短歌運動を推進し、1929年、短歌誌「短歌と方法」を主宰した。

## 経歴
立教中学校から第一高等学校 (旧制)を経て、1924年、東京帝国大学文学部国文科に入学。在学中、逗子開成中学校の英語と国語と漢文の講師を務め、逗子開成学園の校歌を作詞している。
弁護士である義兄の切望その他で、1925年、東京帝国大学法学部政治学科に入り直し、1928年に卒業。
朝日新聞社と安田銀行を受験し、第一志望の前者で不採用となったため後者に入る。1939年、内閣情報部情報官に任官、情報局第五部第三課長、第二部文芸課長を歴任するが、1944年5月、中央公論社と改造社に対する情報局からの自発廃業勧告に反対し、内務省系の上司たちから睨まれるようになる。また短歌の門人たちが共産主義運動で検挙された事件のため、思想上の疑惑をかけられ、2日間にわたり検察の取調べを受ける。このため、1945年4月、迫水久常（大蔵省銀行保険局長）の誘いで大蔵省監督官に転出し、福田赳夫の庇護を受ける。
戦後、大蔵省を退官した後、福田赳夫の好意で大蔵省嘱託（経済情報調査）、戦災復興院の大橋武夫局長の友情で戦災復興院嘱託（都市計画担当）、運輸省の加賀山之雄局長の希望で運輸省嘱託（観光立国素案策定）を兼任していたが、1948年、公職追放令における「G項 その他の軍国主義者および極端な国家主義者」に該当することが確定する直前にこれらの職をすべて辞し、田邊宗英の招きで後楽園スタヂアムに入社。同社取締役を経て、1954年、ニッポン放送の創立に参画。同社総務局長、取締役、監査役、社賓などを歴任。1982年から逗子開成高等学校講師。

## 人物
情報局時代は平野謙の上司を務めた。井上によると、もともと情報局に欠員はなかったが、平野から再三にわたり入局を哀訴嘆願され、自宅まで二度も押しかけられたので嘱託に採用したという。採用が決まったとき平野は父親から「お前の本名は平野朗、その課長さんの名は井上司朗、お前はその人に仕えるような宿命をもっているんだ」と諭されたという。しかし戦後になると平野は掌を返し、「私が情報局第五部第三課につとめたのは、ひとつの偶然だった」と発言するに至る。平野によると、短歌雑誌から歌をけなされて激怒した井上は、紙の配給を減らすと脅しをかけてその雑誌の責任者と大喧嘩になり、言い負かされそうになって「宮城の前で真剣勝負をしよう」と口走り、越権行為や服務規程違反で井上の上司が雑誌の責任者に謝罪する羽目になったという。井上はこの話を事実無根と主張、回想記『証言・戦後文壇史』で、平野を「忘恩の徒」と指弾した。ただし、この逗子の文章は、平野謙の弟子の中山和子は、「自己顕示と自己弁護との多い低次元の文章であり、情報局課長というポストにあった人物の思想の課題をここに何ひとつみることはできない。むろん無条件にこれを資料として用いるなどは大いに疑問である」と反論批判されている。
逗子八郎の筆名は、一高の先輩で親交があった大佛次郎を意識したもので、吉川英治と並び上記の回想ではその人となりを讃えている。他に中島健蔵と長与善郎を批判、終戦での横山大観と徳富蘇峰の対応を讃えている。
兄の井上鎧三は経済学者で横浜高商教授。

## 主な著作

### 逗子八郎名義
- 主知的短歌論（1933年、短歌と方法社）
- こゝろの山（1938年、朋文堂）
- 山征かば 紀行集（1941年、中央公論社）
- 山岳歌集 雲烟（1941年、河出書房）
- 歌集 八十氏川（1944年、第一書房）
- 太田青丘の世界（笠井直通共著、1984年、短歌新聞社）

### 井上司朗名義
- 証言・戦時文壇史―情報局文芸課長のつぶやき（人間の科学社、1984年）